# Nederlandse gemeenteraadsverkiezingen 1990
De Nederlandse gemeenteraadsverkiezingen in 1990 waren reguliere gemeenteraadsverkiezingen in Nederland. Zij werden gehouden op 21 maart 1990.

## Geen verkiezingen in verband met herindeling
In de volgende gemeenten werden op 21 maart 1990 geen gemeenteraadsverkiezingen gehouden omdat zij recent betrokken (geweest) waren bij een herindelingsoperatie:
- Herindeling per 1 januari 1990

In de gemeenten Anna Paulowna, Beerta, Delfzijl, Grootegast, Harenkarspel, Hefshuizen, Langedijk, Loppersum, Niedorp, Oosterbroek, Pekela, Scheemda, Ulrum, Winsum, Zijpe en Zuidhorn waren al herindelingsverkiezingen gehouden op 29 november 1989.
- Herindeling per 1 januari 1991

In de gemeenten Haelen, Heel, Heythuysen, Jacobswoude, Landsmeer, Maasbracht, Posterholt, Melick en Herkenbosch, Moerhuizen, Nieuwveen, Rijneveld, Roermond, Roggel, Waterland en Wormerland werden herindelingsverkiezingen gehouden in november 1990.

## Opkomst
| 1990                        | # stemmen  | %     |
| --------------------------- | ---------- | ----- |
| Kiesgerechtigden            | 11.404.853 |       |
| Niet opgekomen              | 4.300.869  | 37,71 |
| Opkomst                     | 7.103.984  | 62,29 |
| Ongeldige en blanco stemmen | 27.970     | 0,39  |
| Geldige stemmen             | 7.076.014  | 99,61 |

## Landelijke uitslagen
| Naam partij                     | # stemmen | % stemmen |
| ------------------------------- | --------- | --------- |
| overige partijen en combinaties | 1.271.368 | 17,97     |
| CDA                             | 2.048.995 | 28,96     |
| PvdA                            | 1.557.477 | 22,01     |
| VVD                             | 956.413   | 13,52     |
| D66                             | 617.663   | 8,73      |
| GroenLinks                      | 323.192   | 4,57      |
| SGP                             | 104.497   | 1,48      |
| SP                              | 79.417    | 1,12      |
| GPV                             | 48.486    | 0,69      |
| CD                              | 38.509    | 0,54      |
| RPF                             | 29.997    | 0,42      |